# Anaea centralis
Anaea centralis är en fjärilsart som beskrevs av Johannes Karl Max Röber 1916. Anaea centralis ingår i släktet Anaea och familjen praktfjärilar. Inga underarter finns listade i Catalogue of Life.